# Glaucina lucida
Glaucina lucida là một loài bướm đêm trong họ Geometridae.